# Copa Real Federación Española de Fútbol (fase autonómica de Aragón)
La fase autonómica de Aragón de la Copa Real Federación Española de Fútbol, es un campeonato oficial organizado por la Real Federación Aragonesa de Fútbol (RFAF), bajo el auspicio de la Real Federación Española de Fútbol (RFEF), que enfrenta anualmente a algunos equipos de Aragón.

## Historia
En la temporada 1993-94 se recupera la Copa Real Federación Española de Fútbol. Esta fase se desarrollará a nivel regional y podrán participar, mediante inscripción voluntaria, todos los equipos de la correspondiente federación territorial, de Primera Federación, Segunda Federación y Tercera Federación, de la pasada temporada que no se hayan clasificado bien a la Copa del Rey, o bien a la fase nacional de la Copa Real Federación Española de Fútbol.
El campeón acude a la fase nacional de la Copa Real Federación Española de Fútbol.
En función de lo que marque el Reglamento de Competiciones de Ámbito Estatal para la temporada, cada federación regional tendrá que comunicar, en fecha que determine el Departamento de Competiciones, el nombre del equipo que hubiese adquirido el derecho para 
participar en la Fase Nacional.

### Cambios de formato
Durante todas las ediciones desde su inauguración el torneo se ha disputado con ocho equipos, sin embargo, ha habido durante su historia diferentes cambios de formato, los cuales se señalan aquí:
- De la 1993-94 a la 2012-13: dos eliminatorias y final, siempre a doble partido.
- De la 2013-14 a la 2016-17: dos eliminatorias y final, todo a partido único.
- De la 2017-18 a la 2022-23: una fase de grupos y final, todo a partido único.
- De la 2023-24 a la 2024-25: una fase de grupos, a partido único.
- Desde la 2025-26: una fase de dos grupos en formato liguilla, la final a partido único.

## Finales disputadas
| Temporada | Campeón              | Resultado (final)   | Subcampeón                         | Sede (final)                                                |
| --------- | -------------------- | ------------------- | ---------------------------------- | ----------------------------------------------------------- |
| 1993-94   | S. D. Huesca         | 2–0; 2–4            | C. D. Teruel                       | El Alcoraz, Huesca / Pinilla, Teruel                        |
| 1994-95   | S. D. Huesca         | 1–0; 3–0            | U. D. Casetas                      | San Miguel, Casetas / El Alcoraz, Huesca                    |
| 1995-96   | C. D. Teruel         | – ; –               | U. D. Casetas                      | Pinilla, Teruel / San Miguel, Casetas                       |
| 1996-97   | C. D. Endesa Andorra | 3–2; 0–3            | S. D. Huesca                       | Juan Antonio Endeiza, Andorra / El Alcoraz, Huesca          |
| 1997-98   | C. D. Binéfar (v.)   | 0–0; 1–1            | Real Zaragoza "B"                  | El Segalar, Binéfar / Ciudad Deportiva, Zaragoza            |
| 1998-99   | Real Zaragoza "B"    | – ; –               | C. F. Figueruelas [cita requerida] | ¿ ? / Ciudad Deportiva, Zaragoza                            |
| 1999-00   | C. D. Binéfar        | 4–2; 1–1            | S. D. Huesca                       | El Segalar, Binéfar / El Alcoraz, Huesca                    |
| 2000-01   | Real Zaragoza "B"    | 1–1; 2–1            | S. D. Huesca                       | El Alcoraz, Huesca / Ciudad Deportiva, Zaragoza             |
| 2001-02   | S. D. Huesca         | 2–0; 0–1            | C. D. Binéfar                      | El Alcoraz, Huesca / El Segalar, Binéfar                    |
| 2002-03   | C. D. Binéfar        | 2–3; 2–3 (3-4 pro.) | U. D. Barbastro                    | El Segalar, Binéfar / Municipal de Deportes, Barbastro      |
| 2003-04   | Real Zaragoza "B"    | 1–0; 0–0            | Utebo F. C.                        | Ciudad Deportiva, Zaragoza / Santa Ana, Utebo               |
| 2004-05   | S. D. Huesca         | 2–0; 0–0            | Real Zaragoza "B"                  | El Alcoraz, Huesca / Ciudad Deportiva, Zaragoza             |
| 2005-06   | S. D. Huesca         | 1–0; 3–0            | Real Zaragoza "B"                  | Ciudad Deportiva, Zaragoza / El Alcoraz, Huesca             |
| 2006-07   | Real Zaragoza "B"    | 0–0; 2–1            | S. D. Huesca                       | El Alcoraz, Huesca / Ciudad Deportiva, Zaragoza             |
| 2007-08   | Real Zaragoza "B"    | 0–0; 0–0 (5:4 pen.) | S. D. Ejea                         | Luchán, Ejea de los Caballeros / Ciudad Deportiva, Zaragoza |
| 2008-09   | Real Zaragoza "B"    | 2–1; 0–1            | Atlético Monzón                    | Ciudad Deportiva, Zaragoza / Isidro Calderón, Monzón        |
| 2009-10   | S. D. Ejea           | 1–1; 1–0            | C. D. Teruel                       | Pinilla, Teruel / Luchán, Ejea de los Caballeros            |
| 2010-11   | Real Zaragoza "B"    | 3–0; 1–3            | C. D. La Muela                     | Ciudad Deportiva, Zaragoza / Clemente Padilla, La Muela     |
| 2011-12   | C. D. Teruel         | 0–4; 2–0            | U. D. Barbastro                    | Municipal de Deportes, Barbastro / Pinilla, Teruel          |
| 2012-13   | Real Zaragoza "B"    | 1–3; 3–1            | C. D. Sariñena                     | El Carmen, Sariñena / Ciudad Deportiva, Zaragoza            |
| 2013-14   | Real Zaragoza "B"    | 6–1                 | Atlético Monzón                    | Ciudad Deportiva, Zaragoza                                  |
| 2014-15   | A. D. Almudévar      | 2–1                 | Real Zaragoza "B"                  | Ciudad Deportiva, Zaragoza                                  |
| 2015-16   | C. D. Sariñena       | 0–0 (4:3 pen.)      | C. D. Teruel                       | Pinilla, Teruel                                             |
| 2016-17   | C. D. Teruel         | 2–0                 | S. D. Ejea                         | Pinilla, Teruel                                             |
| 2017-18   | Utebo F. C.          | 1–1 (4:2 pen.)      | C. D. Robres                       | Santa Ana, Utebo                                            |
| 2018-19   | S. D. Ejea           | 2–2 (4:3 pen.)      | Deportivo Aragón                   | Municipal de Ejea, Ejea de los Caballeros                   |
| 2019-20   | C. D. Teruel         | 3–1                 | Atlético Monzón                    | Pinilla, Teruel                                             |
| 2020-21   | S. D. Ejea           | 1–1 (5:4 pen.)      | C. D. Brea                         | Pedro Sancho, Zaragoza                                      |
| 2021-22   | S. D. Ejea           | 2–1                 | U. D. Barbastro                    | Municipal de Deportes, Barbastro                            |
| 2022-23   | Atlético Monzón      | 1–1 (3:2 pen.)      | C. D. Brea                         | Municipal de Deportes, Brea de Aragón                       |
| 2023-24   | S. D. Ejea           | Liga de 4 equipos   | C. D. Brea                         | -                                                           |
| 2024-25   | C. D. Caspe          | Liga de 4 equipos   | C. F. Calamocha                    | -                                                           |

Nota: en 2001 el C. D. Endesa Andorra pasaría a llamarse Andorra Club de Fútbol.
 Nota: en 2015 el Real Zaragoza "B" cambiaría su nombre, pasando a denominarse Real Zaragoza Deportivo Aragón.

## Palmarés
| Equipo              | Títulos | Temporadas                                                                       | Subcampeonatos | Temporadas                                   |
| ------------------- | ------- | -------------------------------------------------------------------------------- | -------------- | -------------------------------------------- |
| Deportivo Aragón(1) | 9       | 1998-99, 2000-01, 2003-04, 2006-07, 2007-08, 2008-09, 2010-11, 2012-13, 2013-14. | 5              | 1997-98, 2004-05, 2005-06, 2014-15, 2018-19. |
| S. D. Huesca        | 5       | 1993-94, 1994-95, 2001-02, 2004-05, 2005-06.                                     | 4              | 1996-97, 1999-00, 2000-01, 2006-07.          |
| S. D. Ejea          | 5       | 2009-10, 2018-19, 2020-21, 2021-22, 2023-24.                                     | 2              | 2007-08, 2016-17.                            |
| C. D. Teruel        | 4       | 1995-96, 2011-12, 2016-17, 2019-20.                                              | 3              | 1993-94, 2009-10, 2015-16.                   |
| C. D. Binéfar       | 3       | 1997-98, 1999-00, 2002-03.                                                       | 1              | 2001-02.                                     |
| Atlético Monzón     | 1       | 2022-23.                                                                         | 3              | 2008-09, 2013-14, 2019-20.                   |
| C. D. Sariñena      | 1       | 2015-16.                                                                         | 1              | 2012-13.                                     |
| Utebo F. C.         | 1       | 2017-18.                                                                         | 1              | 2003-04.                                     |
| Andorra C. F.       | 1       | 1996-97.(2)                                                                      | -              | -                                            |
| A. D. Almudévar     | 1       | 2014-15.                                                                         | -              | -                                            |
| C. D. Caspe         | 1       | 2024-25.                                                                         | -              | -                                            |
| U. D. Barbastro     | -       | -                                                                                | 3              | 2002-03, 2011-12, 2021-22.                   |
| C. D. Brea          | -       | -                                                                                | 3              | 2020-21, 2022-23, 2023-24.                   |
| U. D. Casetas       | -       | -                                                                                | 2              | 1994-95, 1995-96.                            |
| C. F. Figueruelas   | -       | -                                                                                | 1              | 1998-99.                                     |
| C. D. La Muela(3)   | -       | -                                                                                | 1              | 2010-11.                                     |
| C. D. Robres        | -       | -                                                                                | 1              | 2017-18.                                     |
| C. F. Calamocha     | -       | -                                                                                | 1              | 2024-25.                                     |

### Títulos por provincias
| Provincia | Títulos | Subcamp. | Campeones                                                                                          | Subcampeones |
| --------- | ------- | -------- | -------------------------------------------------------------------------------------------------- | --- |
| Zaragoza  | 16      | 14       | Deportivo Aragón (9)(1), S. D. Ejea (5), Utebo F. C. (1) y C. D. Caspe (1)                         | Deportivo Aragón (5)(1), C. D. Brea (3), S. D. Ejea (2), U. D. Casetas (2), C. F. Figueruelas (1), Utebo F. C. (1) y C. D. La Muela (1) |
| Huesca    | 11      | 13       | S. D. Huesca (5), C. D. Binéfar (3), C. D. Sariñena (1), A. D. Almudévar (1) y Atlético Monzón (1) | S. D. Huesca (4), U. D. Barbastro (3), Atlético de Monzón (3), C. D. Binéfar (1), C. D. Sariñena (1) y C. D. Robres (1)                 |
| Teruel    | 5       | 4        | C. D. Teruel (4) y Andorra C. F. (1)(2)                                                            | C. D. Teruel (3) y C. F. Calamocha (1)                                                                                                  |